# Croton inaequilobus
Espèce
Classification APG III (2009)
Croton inaequilobus est une espèce de plantes à fleurs du genre Croton et de la famille des Euphorbiaceae présente au Brésil (Goiás).